# IFK Tumba Friidrott
IFK Tumba Friidrott är en friidrottssektion inom IFK Tumba som startade 1932.
Föreningen bedriver så mycket som möjligt av verksamheten på Rödstu hage. Sedan ett par år tillbaka har föreningen även sin klubblokal placerad där. Klubben tränar också på Brunna IP i Hallunda på sommaren och i Idrottshuset i Tumba samt Botkyrkahallen i Hallunda på vintern.

## Nystart och omstart
Det första DM-tecknet erövrades i löpning 4 x 1500 m av Helge Johansson, Nils Kjell, Karl-Erik ”Tumba-Kalle” Karlsson och Sture Vidblom. Denna kvartett innehar fortfarande klubbrekordet på distansen. Det är också det äldsta klubbrekordet i IFK:s historia. Friidrottssektionen lades på is 1948 för att 1955 återstarta. Samma år genomfördes hela 59 nationella tävlingar på Rödstu Hage, under namnet Tumbaspelen. 1960 upphörde friidrottssektionen återigen. Ett nytt initiativ togs 1968 och verksamheten har sedan dess varit igång oavbrutet.  

## Landslagsuppdrag
De aktiva som haft landslagsuppdrag på ungdoms- och juniorsidan genom historien är Per-Olof Eriksson (hinder), Peter Östberg (spjut), Patrik Wallin (2000 m hinder) och Patrik Ek (höjd), Niclas Andersson (400 m häck), Sofie Eklund (800 m, 1500 m, 3000 m, terränglöpning), Anna Ställberg (5000 m), Anna Wikström (kula, diskus) och Michel Tornéus (110 m häck, 400 m häck, längd, tresteg, 4 x 100 m). Den sistnämnde har dessutom varit med i landslaget på seniornivå, i IEM, Finnkampen och Europacupen för landslag. Klubben har även fått sin första ledare i landslaget genom Oscar Gidewall.
Klubben har fostrat en mängd duktiga friidrottare som senare framgångsrikt fortsatt sina karriärer i andra klubbar; Jill McCabe, Patrik Wallin, Birger Ohlsson, Peter Oldin och Fotios Makrostergios, bara för att nämna några som tagit mästerskapsmedaljer och har haft landslagsuppdrag på seniornivå.

## Mästerskapsframgångar
Sofie Eklund blev klubbens första SM-medaljör på seniornivå på sextio år när hon tog ett SM-brons inomhus på 1500 m, i Malmö 2002. Det var bara Martha Sellman som redan 1942 hade fått gå upp på en SM-prispall tidigare, efter en andraplats på 80 meter häck. IFK Tumbas första senior SM-guld på seniornivå togs av Michel Tornéus när han vann längdhoppsfinalen på Heden i Helsingborg 2005, med resultatet 7,81. Niclas Andersson, Anna Ställberg, Niclas Rysjö, Ibou Jobe, Pamela Brown, Malin Sundén, Charlotte Karlsson, Anna Wikström och Jenny Håland har dessutom bidragit med en mängd SM-medaljer på ungdoms- och juniorsidan de senaste åren. Anna Wikström är föreningens näst bästa friidrottare genom alla tider, i antalet SM-medaljer räknat. Hon är flerfaldig SM-guldmedaljör i både kula och diskus.  

## Internationella framgångar
Föreningen har även haft internationella framgångar. Michel Tornéus tog ett silver på 4 x 100 m på Ungdoms-OS i Paris 2003. Michel kom också fyra på Junior-EM 2005 i Kaunas, Litauen. Michel var år 2005 statistiktrea bland världens alla juniorer, med resultatet 7,94 (i motvind -0,9). Resultatet är bara en centimeter från det svenska juniorrekordet. På svenska juniorlistan genom alla tider, har IFK Tumba fostrat både tvåan och trean på listan (Peter Oldin hoppade 7,92 som junior). Michel gjorde sitt första internationella seniormästerskap i Inomhus-EM i Turin 2009, efter att tidigare på säsongen kvalat sig dit med 7,95. Väl i Turin blev det inget avancemang. År 2003 tog Anna Ställberg ett silver på Nordiska juniormästerskapen (U23) på 5000 m. Dessutom har både Anna Wikström och Sofie Eklund tagit fjärdeplaceringar på NM för juniorer. Sofie har även tagit en lagmedalj i Nordiska mästerskapen i terränglöpning.